# 茂田井宿

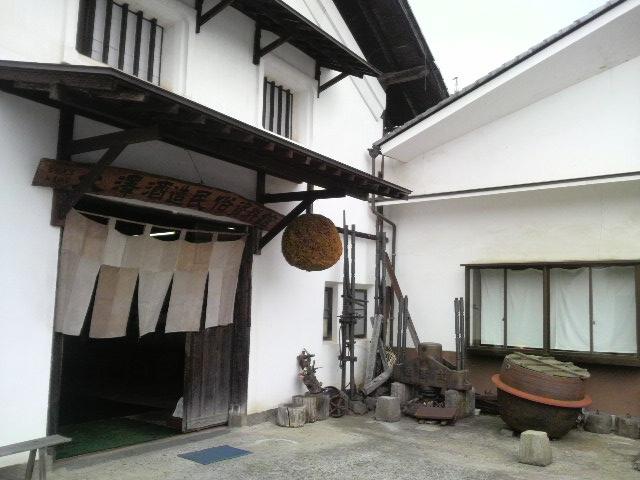
大澤酒造

茂田井宿（もたいしゅく）は、 長野県の佐久市と北佐久郡立科町にまたがる、中山道の望月宿と芦田宿の間にある間の宿である。今でも国道より外れて古い土蔵などがならぶ昔の面影が色濃く残る宿場である。
武重本家酒造と大澤酒造という二つの蔵元がある。大澤酒造は茂田井村の名主を代々勤めた家柄で、1689年（元禄2年）より酒造を始めた。しなの山林美術館（大澤邦雄、神津港人の絵画を展示）、民俗資料館（小諸藩より拝領した甲冑などを展示）を併設している。
武重本家酒造の裏に映画「たそがれ清兵衛」のオープンセットが作られ、撮影が行われた。